# Olympique Gymnaste Club de Nice Côte d'Azur 2007-2008
Questa voce raccoglie le informazioni riguardanti l'Olympique Gymnaste Club de Nice Côte d'Azur nelle competizioni ufficiali della stagione 2007-2008.

## Maglie e sponsor
Lo sponsor tecnico per la stagione 2007-2008 è Lotto, mentre lo sponsor ufficiale è City Sport.
| Manica sinistra · Manica sinistra · Maglietta · Maglietta · Manica destra · Manica destra · Pantaloncini · Calzettoni |

## Rosa
| N. |                           | Ruolo | Calciatore        |
| -- | ------------------------- | ----- | ----------------- |
| 1  | Francia (bandiera)        | P     | Hugo Lloris       |
| 2  | Francia (bandiera)        | D     | Patrick Barul     |
| 3  | Francia (bandiera)        | D     | Alaeddine Yahia   |
| 4  | Francia (bandiera)        | D     | Vincent Hognon    |
| 5  | Francia (bandiera)        | D     | Cédric Kanté      |
| 6  | Francia (bandiera)        | C     | Olivier Echouafni |
| 7  | Ghana (bandiera)          | A     | Derek Asamoah     |
| 8  | Francia (bandiera)        | C     | David Hellebuyck  |
| 9  | Francia (bandiera)        | A     | Lilian Laslandes  |
| 10 | Brasile (bandiera)        | C     | Ederson           |
| 11 | Camerun (bandiera)        | A     | Joseph Job        |
| 12 | Costa d'Avorio (bandiera) | A     | Bakari Koné       |
| 14 | Francia (bandiera)        | C     | Florent Balmont   |
| 15 | Francia (bandiera)        | A     | Anthony Modeste   |

| N. |                    | Ruolo | Calciatore           |
| -- | ------------------ | ----- | -------------------- |
| 16 | Francia (bandiera) | P     | Lionel Letizi        |
| 17 | Mali (bandiera)    | C     | Mahamane Traoré      |
| 18 | Francia (bandiera) | C     | Ismaël Gace          |
| 19 | Nigeria (bandiera) | C     | Morisson Ozokwo      |
| 20 | Francia (bandiera) | C     | Kamel Larbi          |
| 21 | Ghana (bandiera)   | D     | Mohamed Yahaya       |
| 22 | Francia (bandiera) | A     | Habib Bamogo         |
| 23 | Mali (bandiera)    | C     | Drissa Diakite       |
| 24 | Francia (bandiera) | D     | Gérald Cid           |
| 25 | Nigeria (bandiera) | D     | Onyekachi Apam       |
| 26 | Francia (bandiera) | C     | Cyril Rool           |
| 27 | Francia (bandiera) | D     | Cyril Jeunechamp     |
| 28 | Francia (bandiera) | D     | Anthony Scaramozzino |
| 30 | Francia (bandiera) | P     | Jérémy Moreau        |